# Кярла-Кірікукюла
Кя́рла-Кі́рікукюла (ест. Kärla-Kirikuküla) — село в Естонії, у волості Ляене-Сааре повіту Сааремаа.

## Населення
Чисельність населення на 31 грудня 2011 року становила 43 особи.

## Географія
Село межує з північною околицею селища Кярла. Через село проходить дорога Кярла — Каруярве.
Поблизу села тече річка Кярла (Kärla jõgi).

## Історія
До 12 грудня 2014 року село входило до складу волості Кярла й мало назву Кірікукюла.